# 托卡里 (列別金市鎮)
50°39′55″N 34°28′36″E / 50.66528°N 34.47667°E
托卡里（烏克蘭語：Токарі）是位於烏克蘭東北部的村莊，由蘇梅州蘇梅區的萊貝丁市鎮負責管轄。該村處於普肖爾河畔，分別距離庫達尼夫卡5公里和米哈伊利夫卡5.5公里，海拔高度135米，2001年人口407。